# Государственный строй Ирландии
Политическая структура Ирландии — парламентская унитарная и демократическая республика. Является государством-членом Европейского Союза. Основа политического устройства страны — Конституция Ирландии, которая была принята на всеобщем референдуме 29 декабря 1937 года.

## Глава государства
Глава государства — Президент (ирл. Uachtarán na hÉireann). Формально Президент является одной из трех частей Ирландского Парламента, который также включает Дойл Эрен (нижняя палата) и Сенад Эрен (верхняя палата). В отличие от большинства парламентских государств, Президент даже не является номинальным главой исполнительной власти. Скорее, исполнительная власть возлагается на Правительство. Однако, оно должно информировать Президента о своих решениях в области внутренней и внешней политики Ирландии. Полномочия Президента чётко прописаны в Конституции Ирландии, а некоторые свои полномочия он осуществляет после обязательных консультаций с Правительством.
Часто Президентскую комиссию называют коллегиальным вице-президентом, в виду отсутствия в Ирландии поста Вице-президента. Если по какой-либо причине Президент не в состоянии выполнять свои функции или если должность Президента является вакантной, то обязанности Президента исполняются Президентской комиссией.
Президентом может стать любой гражданин Ирландии, достигший 35 летнего возраста. Он избирается тайным голосованием сроком на 7 лет. Кандидат, может быть, выдвинут на пост Президента от не менее чем 20 членов Парламента или не менее чем 4 советами городов или графств. Кроме того, действующий или бывший президент Ирландии, отработавший один срок, имеет право самостоятельно баллотироваться на второй срок. В случае, если имеется только один кандидат, выборы не проводятся и он автоматически вступает в должность.

## Исполнительная власть
Исполнительную власть в стране осуществляет правительство, которое состоит из не более чем из 15 членов Кабинета министров, включая Премьер-министра (ирл. Taoiseach) и Заместителя Премьер-министра (ирл. Tánaiste). Премьер-министр назначается Президентом по предложению нижней платы Парламента. Кабинет министров формируется Премьер-министром самостоятельно, выбранные им министры приступают к исполнению своих полномочий после одобрения их кандидатур Дойл Эрен и назначения их Президентом. Палата представителей может объявить вотум недоверия Правительству, то Премьер-министр подает в отставку, либо просит Президента объявить о роспуске Дойл Эрен, после чего проходят выборы в нижнюю палату Парламента.

## Законодательная власть
Статья 15 Конституции Ирландии провозгласила ирл. Oireachtas в качестве национального парламента Ирландии.Национальный парламент состоит из Президента Ирландии и двух избранных палат: Dáil Éireann (Палата представителей) и Seanad Éireann (Сенат). Палата представителей на сегодняшний день является доминирующей палатой законодательной власти, потому что Конституцией на неё возложен широкий круг полномочий. Она состоит из 166 депутатов, называемых в Ирландии Тахте Дойле или просто ТД (ирл. Teachta Dála). Сенат является в значительной степени консультативным органом. Он состоит из 60 членов, называемых сенаторами. Президент может наложить вето на законопроекты принятые парламентом, а также  может направить их в Верховный суд Ирландии за признанием их несоответствующими Конституции.

## Судебная власть
Судебная система в Ирландии построена на общем праве и входит в англо-американскую правовую систему. Судебная система состоит из Верховного суда, Высокого суда и других нижестоящих судов. Судьи назначаются Президентом после того, как будут номинированы на должность судьи Правительством и могут быть отстранены от должности только за порочащие честь и достоинство судьи поведение или из-за своей недееспособности, даже в таком случае требуется разрешение обеих палат Парламента. Наивысшей инстанцией в Ирландии является апелляционная коллегия Верховного суда, которая состоит из главного судьи, семи судей, и по должности, также, в коллегию входит Председатель Верховного суда. Верховный суд редко рассматривает дела в полном составе и, как правило,  дела рассматриваются в коллегиях из трех, пяти или семи судей.

## Международные отношения
Современная внешняя политика Ирландии во многом обусловлена её членством в Европейском союзе, хотя двусторонние отношения с Соединенными Штатами и Соединённым Королевством также имеют важное значение для страны. Ирландия стремится к независимости во внешней политике, поэтому не является членом НАТО и проводит политику военного нейтралитета, хотя при этом с 1958 года её войска участвуют в миротворческих операциях ООН.
Ирландия стала членом ООН в 1955 году. Республика также является членом Банка международных расчётов, Европейского инвестиционного банка, Европейского банка реконструкции и развития,Совета Великобритания — Ирландия, Совета Европы, Селтик Лига, Европейского Союза, Европейской экономической комиссии ООН, Экономического и валютного союза Европейского союза, Европейского космического агентства, ФАО, МАГАТЭ и др.

## См.также
- Британско-ирландские отношения
- Внешняя политика Ирландии